# ردبول رمپیج
ردبول رمپیج  یک مسابقه دوچرخه سواری کوهستانی  است که در نزدیکی پارک ملی زایان در ویرجین، یوتا، ایالات متحده برگزار می‌شود.  در سال های ۲۰۰۱ تا ۲۰۰۴، این مسابقات در خارج از جاده تراس کلوب، در مرز غربی پارک ملی صهیون برگزار میشد.

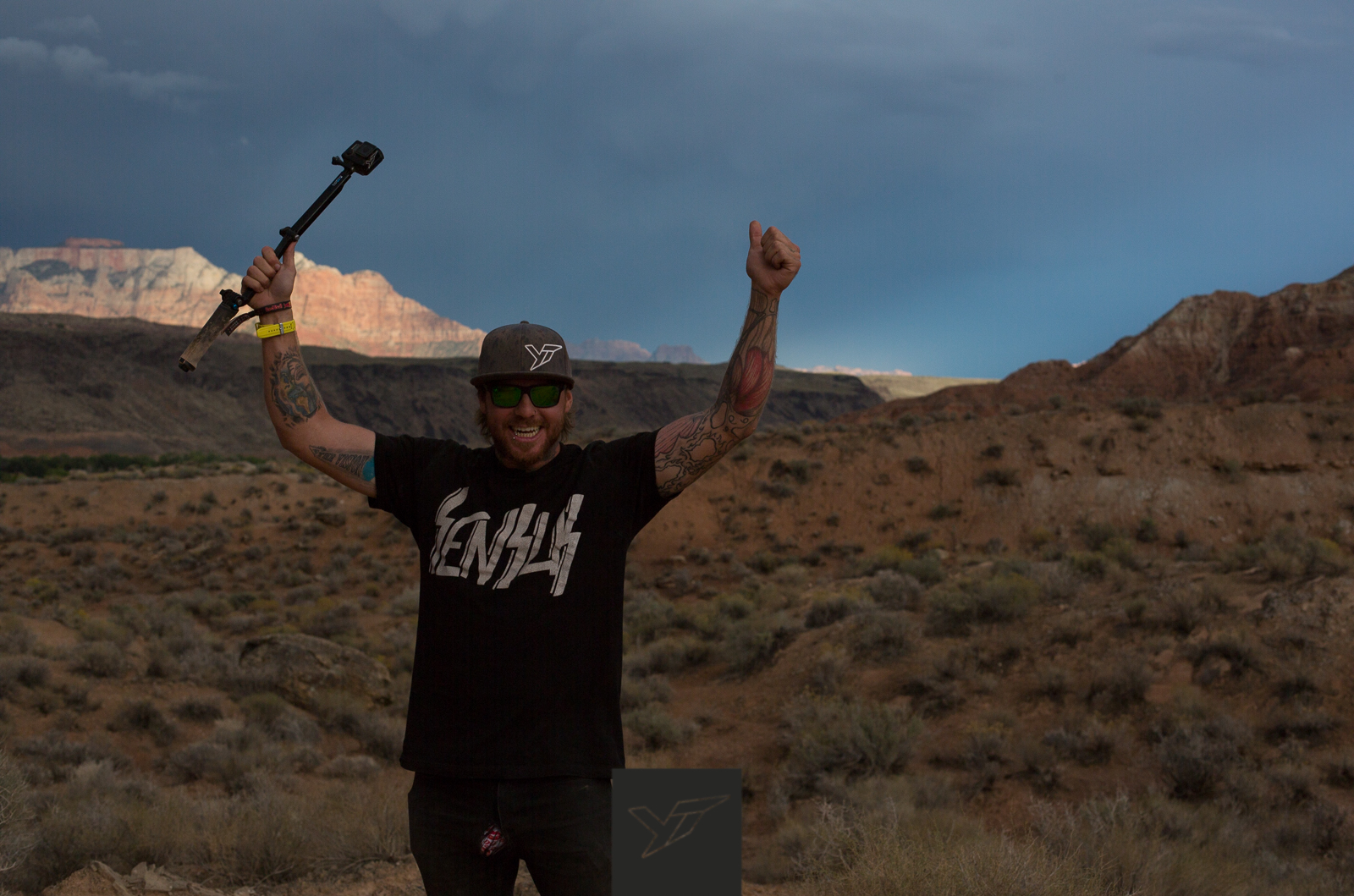
ریکی کرومپتون در ردبول رمپیج سال ۲۰۱۵

## تاریخچه

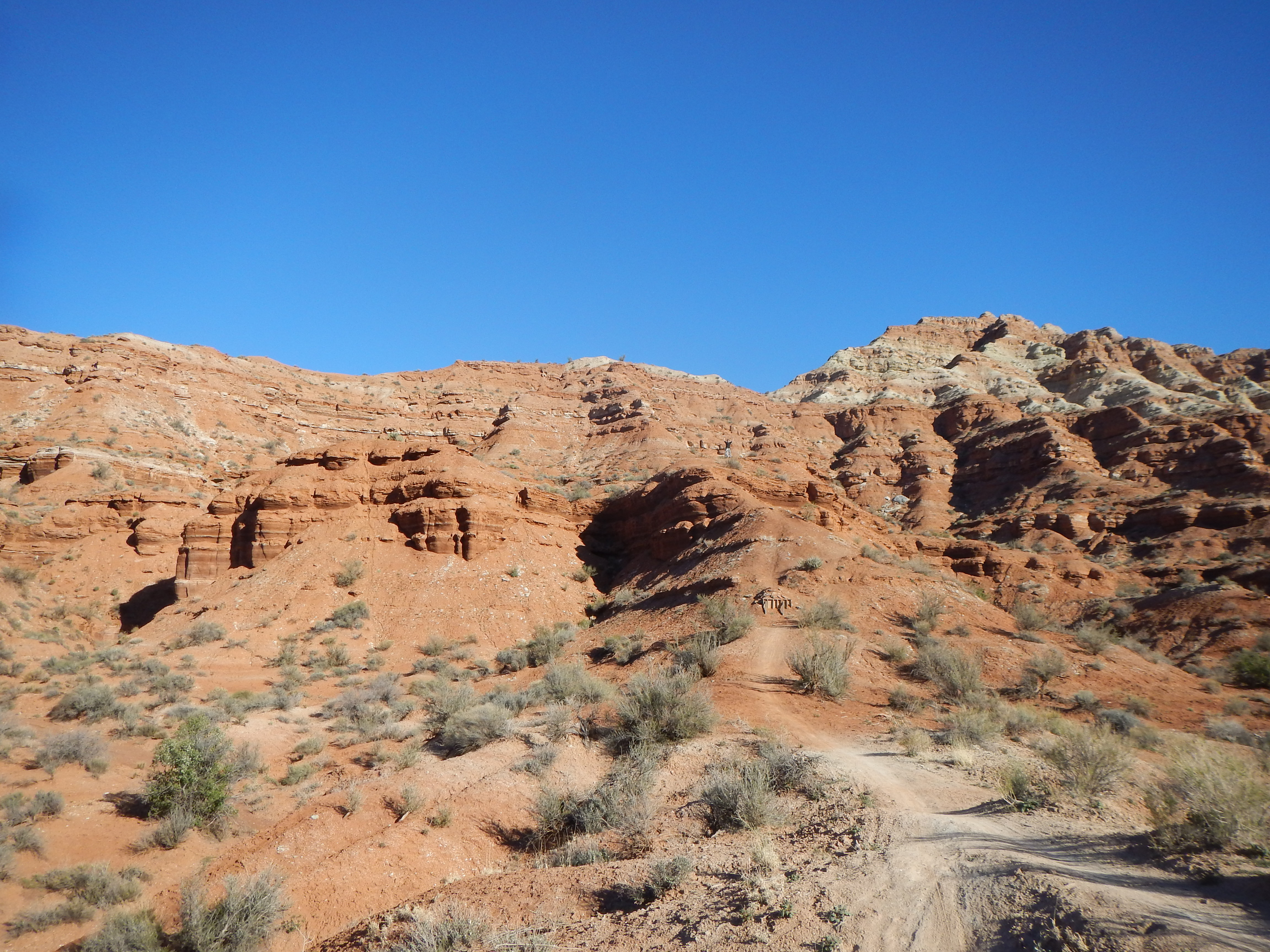
Old Red Bull Rampage Course, part of the mountain used in Virgin, Utah

این مسابقه از سال ۲۰۰۱ تا ۲۰۰۴ برگزار شد. با این حال، در سال ۲۰۰۵، به دلیل افزایش ریسک ، برگزارکنندگان آن را لغو کردند.  پس از سه سال وقفه، رمپیج در سال ۲۰۰۸ در یک مکان جدید بازگشت.
برگزار کنندگان محافظ های چوبی را برای رویداد سال ۲۰۰۸ معرفی کردند تا از حوادث جلوگیری کنند.
پیش از این، مسابقه در یک پیست "طبیعی" برگزار می شد، به این معنی که این پیست فاقد ویژگی های ساخت دست بشر بود.
این مسابقه معمولا در ماه اکتبر برگزار می‌شود.
فرمت آن شبیه اسکی آزاد و اسنوبورد آزاد است که در آن رقبا بر اساس انتخاب خطوط پایین تپه، توانایی فنی و پیچیدگی و دامنه ترفندها مورد قضاوت قرار می گیرند و برنده با امتیاز دهی انتخاب میشود.
از زمان شروع، ردبول رمپیج به یکی از بزرگترین و محبوبترین رویدادهای تقویم دوچرخه سواری ازاد کوهستان (FMB) تبدیل شده است.

## جوایز
در اولین مسابقه رمپیج در سال ۲۰۰۱، جایزه این رویداد ۸۰۰۰ دلار بود.
در سال ۲۰۱۵، این مبلغ به عدد ۱۰۰ هزار دلار رسید.